# Lütgenholzen
Lütgenholzen ist ein nordwestlich gelegener Ortsteil der Stadt Alfeld (Leine) im Landkreis Hildesheim in Niedersachsen.

## Geografie
Der Ort liegt im Leinebergland westlich der Sieben Berge und Leine und östlich des Duinger Berges. Er liegt an der Kreisstraße 409, die ihn mit den Nachbarorten im Norden Hoyershausen und im Süden Brünighausen verbindet.

## Geschichte
Erste urkundliche Erwähnung findet der Ort in den Jahren zwischen 800 und 900 in Aufzeichnungen des Klosters Corvey.
Im Zuge der Gebiets- und Verwaltungsreform hat Lütgenholzen, das dem Landkreis Holzminden angehörte, am 1. März 1974 seine Selbständigkeit verloren und ist seitdem ein Ortsteil der Stadt Alfeld (Leine).

## Politik

### Ortsrat
Der gemeinsame Ortsrat von Lütgenholzen und Brunkensen setzt sich aus fünf Ratsherren folgender Parteien zusammen:
- CDU: 3 Sitze
- SPD: 1 Sitz
- Grüne: 1 Sitz

(Stand: Kommunalwahl 12. September 2021)

### Ortsbürgermeister
Der Ortsbürgermeister von Lütgenholzen und Brunkensen ist Hendrik Bünger-Lang (CDU). Seine Stellvertreter sind Matthias Mahnkopf (CDU) und Torsten Milte (SPD).

## Kultur und Sehenswürdigkeiten
Bauwerke
- Der Fachwerkbau der Kapelle zu Lütgenholzen wurde im Jahr 1828 auf Bitten seiner Bewohner errichtet